# Metasia viperalis
Metasia viperalis là một loài bướm đêm trong họ Crambidae.